# Dicrotendipes multispinosus
Dicrotendipes multispinosus är en tvåvingeart som beskrevs av Freeman 1957. Dicrotendipes multispinosus ingår i släktet Dicrotendipes och familjen fjädermyggor. Inga underarter finns listade i Catalogue of Life.